# Patrick M'Boma
Patrick M'Boma (n. 15 noiembrie 1970, Douala, Camerun) este un fost fotbalist camerunez.

## Statistici
| Camerun | Camerun | Camerun |
| An      | Meciuri | Goluri  |
| ------- | ------- | ------- |
| 1995    | 1       | 0       |
| 1996    | 1       | 1       |
| 1997    | 10      | 6       |
| 1998    | 8       | 1       |
| 1999    | 4       | 3       |
| 2000    | 9       | 9       |
| 2001    | 9       | 4       |
| 2002    | 10      | 5       |
| 2003    | 1       | 0       |
| 2004    | 4       | 4       |
| Total   | 57      | 33      |